# ナインイレヴン 運命を分けた日
『ナインイレヴン 運命を分けた日』（ナインイレヴンうんめいをわけたひ、9/11）は、2017年のアメリカ合衆国のドラマ映画。アメリカ同時多発テロ事件によりワールドトレードセンタービルノースタワーのエレベーターに閉じ込められた男女5人を描いている。パトリック・カーソン作の戯曲を原作にしており、マルティン・ギギが監督を務めた。

## キャスト
※括弧内は日本語吹替
- ジェフリー・ケイジ: チャーリー・シーン（神奈延年） - ウォール街の実力者。
- メッツィー: ウーピー・ゴールドバーグ（片岡富枝） - ビルのオペレーター。
- イヴ: ジーナ・ガーション（八十川真由野） - ジェフリーの離婚調停中の妻。
- エディ: ルイス・ガスマン（石住昭彦） - ビルの保全技術者。メッツィーの同僚。
- マイケル: ウッド・ハリス（川原元幸） - バイクメッセンジャー。
- ティナ: オルガ・フォンダ（英語版）（森なな子） - エレベーターに乗り合わせた若い女性。
- ダイアン: ジャクリーン・ビセット（三沢明美）
- モノハン: ブルース・デイヴィソン